# 10984 Gispen
10984 Gispen este un asteroid care intersectează orbita planetei Marte.

## Descriere
10984 Gispen este un asteroid care intersectează orbita planetei Marte. El prezintă o orbită caracterizată de o semiaxă mare de 2,17 ua, o excentricitate de 0,33 și o înclinație de 5,9° în raport cu ecliptica.